# Yatate

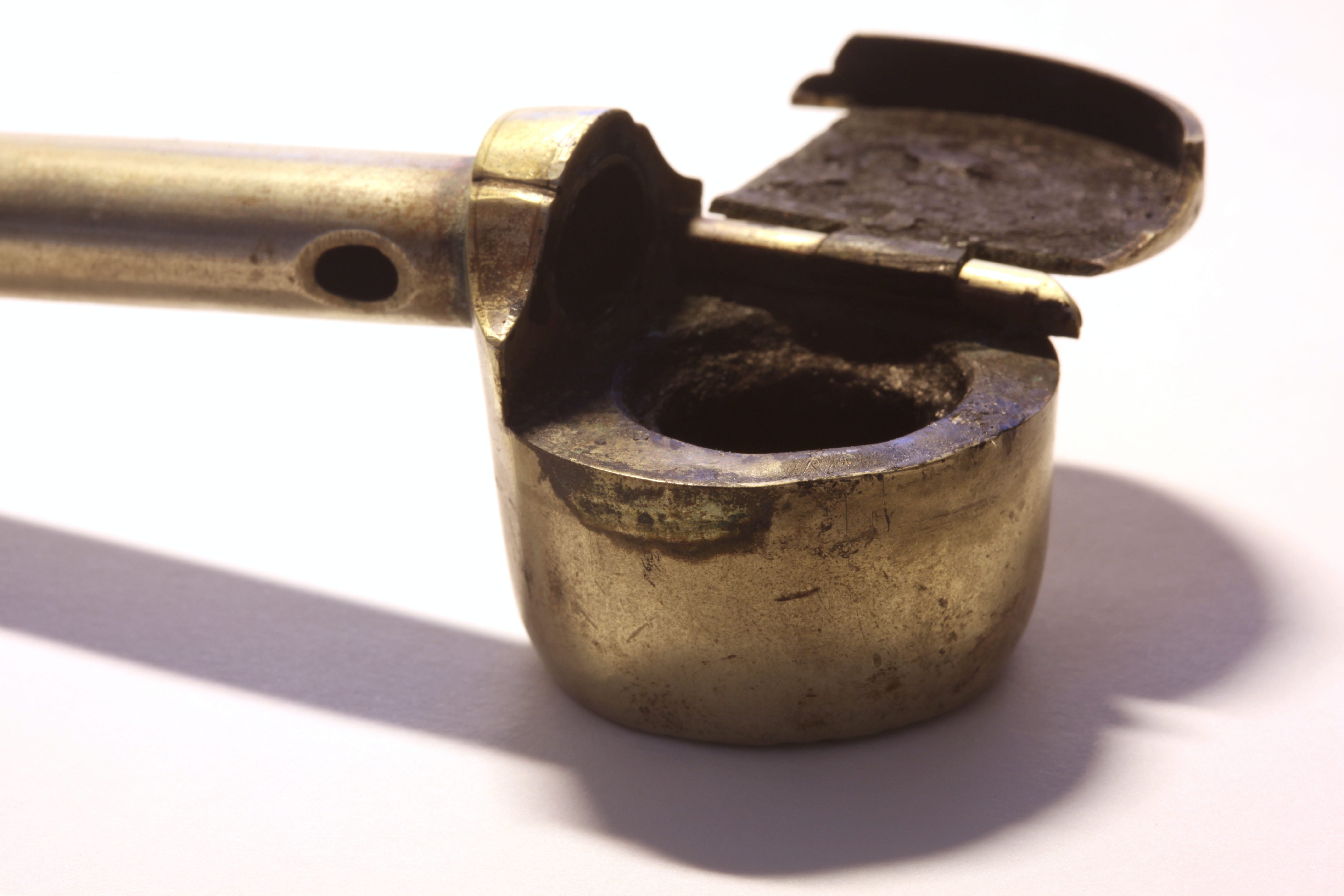
Caja de tinta y compartimento de bolígrafo de un yatate de la era Edo.

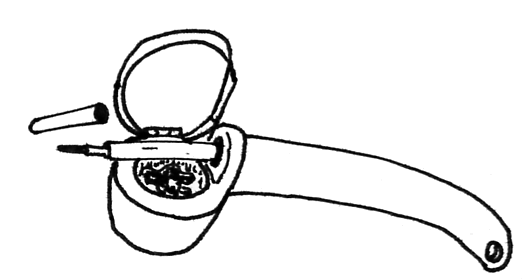
Esquema de un yatate típico.

Yatate  (矢立) es un conjunto para escritura personal con forma de pipa, utilizado en el Japón medieval. Está constituido por un compartimento que contiene un algodón empapado de tinta, y de un estuche para un pincel (y eventualmente un cortapapel). 

## Usos
Yatate significa literalmente "soporte para flechas" o carcaj (ya-"flechas", tate-"soporte"). El nombre proviene de la práctica de los primeros bushi que guardaban piedras de tinta dentro de sus carcaj.  El Shodō, la caligrafía tradicional japonesa proviene de la caligrafía china, y utiliza el "tesoro del docto": una piedra de tinta, un palillo para tinta (sumi) y los pinceles. La tinta líquida se crea frotando el palillo contra la piedra y añadiendo agua (tinta china). El conjunto es incómodo, pesado, y la preparación de la tinta toma tiempo.

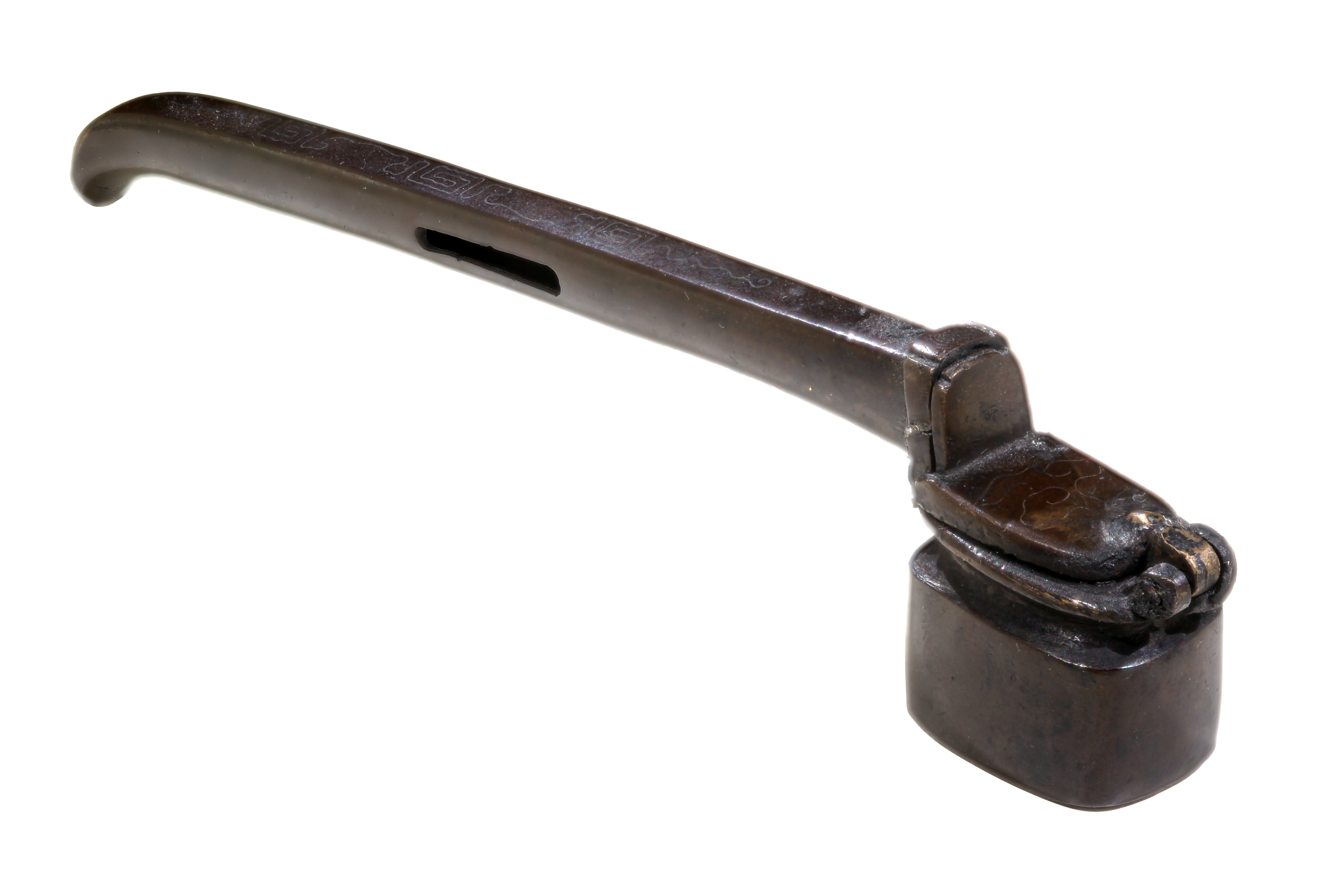
Un Yatate típico

Durante el shogunato Kamakura (1185 - 1333) surgió la idea de sobresaturar un pedazo de algodón de tinta. De esta forma, basta con afectar el algodón con el pincel, para estar listo a escribir. Al poner el algodón en un compartimento de tinta (sumi tsubo), se puede transportar permanentemente la tinta para su uso, sin correr el riesgo de derramarla.
Los primeros yatate se parecían a plumeros; el modelo con forma de pipa se concibió para aumentar la cantidad de tinta transportada. Hacia el final de la era Edo, otro diseño fue desarrollado, con la caja de la tinta unida al eje de la pluma por una cadena; y además la caja de la tinta fue utilizada como un netsuke o prendedor para fijar del yatate al cinturón (el modelo "en pipa" se fija sencillamente en el cinturón como un abanico). Durante el tiempo en que llevar un nihonto (espada japonesa) estaba prohibido fuera de la casta de los bushi, algunos ya eran concebidos de manera para poder servir de arma de defensa personal. Existe así ejemplos, que sirven para ocultar armas, como pequeñas cuchillas.
Una de las características notables de los modelos más recientes es que se hacen algunos de una aleación especial de oro y cobre, el shakudo, concebido específicamente para que con el tiempo presentara una bonita pátina púrpura oscura.